# Mel Stuart
Pour les articles homonymes, voir Stuart.
Mel Stuart, né le 2 septembre 1928 à Manhattan et mort le 9 août 2012 à  Beverly Hills des suites d’un cancer, est un réalisateur américain.
Il a travaillé majoritairement pour la télévision (téléfilms et séries) mais aussi pour le cinéma.
Il est plus connu pour son film Charlie et la Chocolaterie.

## Filmographie partielle

### Comme réalisateur
- 1964 : Four Days in November
- 1969 : Mardi, c’est donc la Belgique
- 1970 : Une certaine façon d'aimer
- 1971 : Charlie et la Chocolaterie (Willy Wonka & the Chocolate Factory)
- 1972 : La Femme sans mari (One Is a Lonely Number)
- 1973 : Wattstax
- 1978 : Ruby et Oswald
- 1978 : L'Incendie de la honte
- 1979 : Purgatoire (Mean Dog Blues)
- 1981 : Les Lions blancs